# Alberto Iglesias
Alberto Iglesias Fernández-Berridi, född 1955 i San Sebastián, är en spansk kompositör. Han har gjort filmmusiken bland annat till Tala med henne som är regisserad av Pedro Almodovar. Han har vunnit Goyapriset för Bästa filmmusik för tre filmer av Julio Medem samt nominerats till samma pris för ytterligare två.